# Лётная книжка
Летная книжка — персональный отчетный документ летного состава (летчиков и штурманов). Представляет собой скрепленные в виде книжки листы, прошитые нитью и опломбированные. Записанные данные заверяются печатью и подписью руководителя воинского подразделения или организации.

## В Российской Федерации
В Российской Федерации форматы в разных видах авиации отличаются.
Помимо поденного учёта полета, при котором последовательно записываются все упражнения и задания, указывается суммарный налет на разных типах самолетов, а также месячные и годовые значения.
В соответствующем разделе летной книжки указываются выполненные прыжки с парашютом. Формат записи при этом отличается от того что используется в парашютной книжке, ограничиваясь датой, порядковым номером прыжка, типом ЛА, высотой и оценкой.

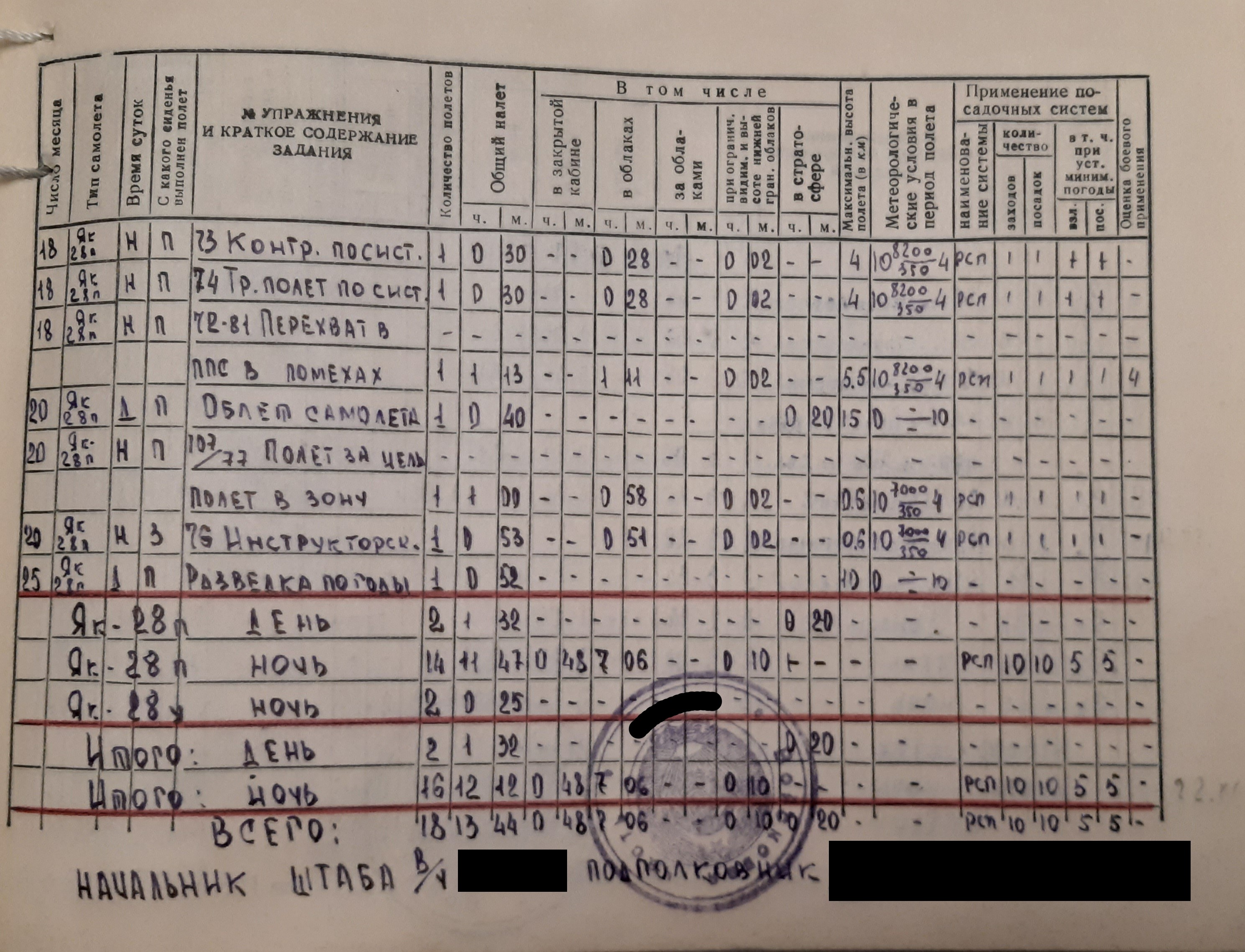
Пример заполнения советской лётной книжки военного лётчика.

В гражданской авиации (в состав которой входит АОН) полетным временем у самолета является время с момента начала движения самолета с целью взлета до момента его полной остановки по окончании полета, а у вертолетов — с момента начала вращения лопастей несущих винтов вертолета до момента полной остановки вертолета по окончании полета и прекращения вращения лопастей несущих винтов.

## Летная книжка в США
Ведение книжки описано в правилах FAR часть 61.51.

## В странах-членахJAA
В правилах JAA ведение летной книжки описано в документе JAR-OPS 1.970.